# Pygmalion amoureux de sa statue
Pygmalion amoureux de sa statue, dit aussi Pygmalion et Galatée, est un tableau d'Anne-Louis Girodet, reprenant le mythe de Pygmalion et Galatée décrit par Ovide dans ses Métamorphoses. 

## Historique
Commandité par le mécène italien Giovanni Battista Sommariva, qui voulait une œuvre rendant hommage à l’artiste et sculpteur italien Antonio Canova (1757-1822), le tableau de Girodet a été réalisé entre 1813 et 1819 et exposé pour la première fois au Salon de 1819. C’est la dernière œuvre de Girodet. 
Par son sujet mythologique, l’œuvre appartient au genre noble tout en s’inscrivant dans le courant artistique du néoclassicisme, avec la recherche de la beauté idéale, le culte à l’antiquité et le travail de la courbe. Le rendu de l’exaltation des sentiments avec le personnage de Pygmalion la classe également comme précurseur du mouvement romantique.

## Description et traitement du mythe

### Pygmalion
L’expression du visage du sculpteur est marquante, où l’adoration se mêle à la surprise (avec une bouche légèrement ouverte, comme si le sculpteur retenait une exclamation), et à la fascination. Dans sa posture, on ressent ses doutes, son expectation : de sa main gauche il n’ose toucher Galatée, n’ose croire au miracle, même si son visage, illuminé par la grâce de la statue, montre déjà tout son amour et sa dévotion.
Son regard dévisage non seulement Galatée, mais montre aussi d’une certaine façon sa piété pour les dieux, puisqu’il est porté vers le haut, vers la provenance de la lumière. Cela permet également à Girodet de rappeler l’épisode chez Ovide où Pygmalion prie la déesse.
Sa main droite, repliée contre lui, pourrait exprimer à la fois un geste de protection devant l’impossibilité du miracle divin, mais également l’interrogation ou l’affirmation déjà que cette femme est sienne (il pointe le doigt vers lui). Il se penche en avant, un pied sur le piédestal, pour s’approcher de Galatée, mais n’ose se redresser, comme si un mouvement brusque pouvait briser ce moment. Le tableau donne la sensation d’un mouvement ininterrompu et d’un moment figé dans le temps. Ce mouvement légèrement incliné pourrait également être interprété comme un signe de prosternation devant le divin, rappelant une nouvelle fois la piété de Pygmalion.
Son vêtement, un drapé antique rouge brodé d’or permet de rappeler son ascendance royale (roi de Chypre), et d’attirer le regard de par la couleur vive. Le rouge est également symbolique de l’amour.
Il est intéressant de noter que le bas du corps de Pygmalion est fondu dans les ombres, alors que le haut de son corps est baigné de la lumière qui émane de la statue, permettant de focaliser le regard sur son visage et sur celui de Galatée.
« Une couronne d’églantine, retenue par un ruban blanc » est posée dans ses cheveux, dont les boucles brunes tombant sur ses épaules font écho aux boucles blondes de Galatée remontées en chignon.

### Galatée
La statue devenue femme est littéralement nimbée de lumière. Elle a les yeux fermés, dans une expression de grâce contenue, avec un léger sourire, comme si elle prenait conscience de la vie qui lui a été donnée.
Sa nudité permet de retranscrire sa beauté tout en s’inscrivant dans les nus des statues de l’antiquité. Sa peau claire semble se fondre dans le fond du tableau, rappelant la pureté du marbre, et la carnation de Galatée est parfaite.
D’après Girodet, la difficulté principale a été de parvenir à se faire se détacher la clarté de la carnation de Galatée dans un fond encore plus clair :
« Pour vous donner l’idée de la difficulté principale que je me suis imposée, figurez-vous une femme très-blonde, toute dans le clair et se détachant décidément en demi-teinte sur un fond plus clair et avec l’effet de la dégradation et du passage, le plus doux qu’il m’ait été possible de le faire, de la partie animée avec celle qui est encore de marbre ».
On constate en effet que ses jambes sont encore de la même teinte que le piédestal, et que dans un dégradé de couleur subtil, la teinte s’éclaircit pour adopter celle de la chair de Galatée, une chair que les joues au rose léger permettent de différencier du marbre. On peut ainsi situer le moment du tableau comme étant celui de la transformation de la statue en femme. Le piédestal de Galatée fait écho à celui sur lequel est perchée la statue de la déesse Vénus. Le drapé et le vase permettent de consolider la statue et Galatée semble s’appuyer légèrement dessus, ou s’en relever pour s’en détacher. On remarque également qu’au lieu d’être allongée, comme le voudrait le récit d’Ovide (« Enfin, il fait reposer sa tête sur un oreiller moelleux »), Galatée, chez Girodet, prend vie debout sur son piédestal, une dérogation au mythe qui l’empêché, à son réveil de littéralement voir « à la fois le ciel et son amant ».

### Cupidon ou l'amour
Entre Pygmalion et Galatée, on retrouve la figure allégorique de l’Amour représentée par un cupidon ailé.
Tout comme Galatée, il est nu, renforçant l’impression d’origine divine de Galatée, voir son statut d’allégorie de la Beauté, au même titre que Cupidon est une allégorie de l’Amour.
Ses cheveux roux flamboient et se fondent dans la lumière, comme si l’angelot était lui-même issu de cette lumière divine. Son expression pourrait être qualifiée d’espiègle : il semble être le seul dans la scène à savoir exactement de quoi il retourne. Son regard est d’ailleurs dirigé vers la statue de Vénus, comme un clin d’œil à l’intervention divine
Sa présence permet de combler une partie de l’espace entre Pygmalion et Galatée, et de créer un lien entre les deux personnages. Ses jambes sont croisées, peut-être un moyen de faire allusion à la future union de Pygmalion et Galatée.
Ses mains vont saisir celles des deux amoureux, même si on remarque qu’il ne touche pas celle de Pygmalion (mais comme ce dernier pour Galatée, en esquisse le geste) et effleure à peine celle de Galatée, comme si le lien n’était pas encore fait. Cela renforce à la fois l’hésitation mais aussi la douceur du moment.

### Éléments de décor
Situation de la scène
Selon Girodet, la scène se trouve dans l’atelier du sculpteur : « Le lieu de la scène est dans l’endroit le plus retiré de la maison du sculpteur ; il y a fait transporter la statue dont il est épris non loin de celle de Vénus ». La statue de Vénus, en arrière-plan ainsi que l’encens pourrait suggérer qu’il s’agit d’un temple, mais le temple lui-même est présent en haut à gauche du tableau, lequel rappelle le mythe d’Ovide et la prière de Pygmalion que lui soit accordé une femme semblable à sa statue.
Bouquet
Le bouquet de roses joue ici plusieurs rôles. La rose est, dans l’antiquité, associée à Vénus, laquelle joue un rôle fondamental dans le mythe. Les fleurs, ici, au nombre de deux, sont blanches avec un cœur légèrement rose. La couleur blanche reprend la pureté du marbre de la statue, et la couleur rouge fait écho à l’habit de Pygmalion et donc à son sang royal. On remarque également que les teintes du bouquet, ainsi que le ruban qui maintient les fleurs est un écho de la couronne de fleurs tressées qui orne les cheveux de Pygmalion, laquelle est fermée par un ruban blanc en tout point semblable à celui au sol.
Lyre
La lyre, que l’on aperçoit juste derrière Pygmalion est sans doute un rappel aux muses, à l’inspiration artistique et à l’art lui-même. Elle peut aussi faire référence au chant d’Orphée, qui, dans les Métamorphoses d’Ovide, chante le mythe de Pygmalion accompagné d’une lyre.
Amphore
L’amphore était dans l’antiquité le symbole de la femme, de la fertilité et de la fécondité, un idéal que représente Galatée, ce qui pourrait expliquer en partie pourquoi Girodet a tenu à faire figurer la jarre dans son tableau. Cette amphore permet également une référence directe de la part du peintre à ses sources d’inspiration artistiques pour la réalisation du personnage de Galatée, des sources que nous détaillerons ultérieurement.
Piédestaux
Sur le piédestal de Galatée, l’on peut voir en relief deux cupidons chevauchant des dauphins, l’un avec à la bouche un aulos, instrument de musique à vent populaire dans la période antique (notamment utilisé lors des cérémonies religieuses ou les noces, faisant ainsi non seulement référence à l’art, par la présence de la musique, mais aussi à l’union de Pygmalion et Galatée et à l’intervention divine), l’autre avec un flambeau, symbolisant probablement la flamme de l’amour. Sur un autre côté, apparaissent des jambes de femme, laquelle est allongée sur l’eau. On peut supposer qu’il s’agit de Vénus, rappelant l’intervention de la déesse de la transformation de la statue.
Sur le piédestal de Vénus, on peut voir deux personnages ailés qui s’embrassent, évoquant le statut de déesse de l’amour de Vénus, voire l’union future de Pygmalion et Galatée.
Statue de Vénus
Vénus elle-même est représentée dans le tableau par une state à son effigie dans l’ombre de la partie gauche du tableau. À moitié nue et à moitié drapée d’une toge (reprenant ainsi l’habillement ou non habillement de chacun des deux personnages), elle tient une colombe dans sa main gauche. Dans l’antiquité, cet oiseau, un des attributs de la déesse, lui était offert en sacrifice, ce qui renvoie à la prière de Pygmalion.
La fumée des parfums
« La fumée des parfums », derrière le piédestal de Galatée, contribue à donner une atmosphère éthérée au tableau, les volutes de fumée se mêlant aux nuages du fond du tableau. L’encens, dans l’antiquité, était également associé à la notion d’offrande afin de s’assurer les bonnes faveurs des dieux, ce qui est une façon pour le peintre de faire une nouvelle fois référence à l’offrande que fait Pygmalion à Vénus pour que sa prière soit entendue. Cette offrande aurait donc pu être l’encens, tout comme cela aurait pu être la colombe, le récit d’Ovide ne le précisant pas.

### Lignes
Les courbes du tableau sont harmonieusement réparties. Ainsi la courbe que forme le corps de Pygmalion est reflétée par celle que forme le corps de Galatée. Le cupidon épouse lui aussi la courbe du corps de Pygmalion.

### Rôle de la lumière
Girodet, en décrivant son tableau, évoque la lumière en ces termes : « Au moment du prodige, une auréole brillante paraît sur la tête de la déesse, et une lumière surnaturelle se répand dans tout le sanctuaire, et forme, avec la fumée des parfums, le fond du tableau, sur lequel se détache, avec une magie surprenante, la figure de Galatée ».
Ainsi, la lumière permet de mettre en valeur la figure de Galatée, dont la carnation claire et sans ombres, contraste avec celle plus sombre, plus humaine et moins divine de Pygmalion. De par ce jeu de lumière, la beauté de Galatée en est ainsi éblouissante. En l’associant à un jeu d’ombres, la figure de Galatée semble véritablement auréolée de lumière.
Cependant, l’orientation de la lumière, provenant du haut du tableau (source hors cadre), révèle également l’intervention divine de Vénus.

## Sources et méthodes de travail
Originellement, le tableau devant rendre hommage à Canova, il avait été décidé que Galatée serait inspirée d’abord par la Vénus Italica de Canova, puis par la Terpischore du même sculpteur. Or Girodet souhaitait faire un nu, « plus proche des Vénus antiques que de la Vénus Italica canovienne. » ou de la Terpsichore (même si on retrouve la présence de la lyre sur cette statue), les deux statues de Canova étant vêtues. Pour sa statue à lui, Girodet ne s’est donc pas inspirée de Canova, mais bien de deux œuvres antiques.

### La Vénus Capitoline
La Vénus Capitoline, du sculpteur grec Praxitèle (IVe siècle av. J.-C.). La position de Vénus présente de nombreuses similitudes avec celle de Galatée, notamment la position repliée de la main et celle des jambes légèrement fléchies, même si l’image a sans doute été inversée « afin de suggérer l’emprunt sans l’imposer ».
On retrouve, consolidant cette sculpture, la draperie et le vase qui figurent dans le tableau de Girodet.

### La Vénus de Médicis
La Vénus de Médicis (actuellement à la galerie des Offices à Florence), dont le sculpteur aurait reproduit, au Ier siècle av. J.-C., une œuvre faite par un élève de Praxitèle. Ici également, l’image a été renversée, mais on peut voir la position de la main et la légère flexion des jambes qui sont à nouveau semblables à la posture de Galatée, ainsi que la coiffure relevée de la Vénus de Médicis qui a sans doute servie de source d’inspiration au peintre, tout comme ce serait le cas du tableau de La Vierge au long cou de Parmigianino (1503-1540).
Au pied de la Vénus de Médicis, deux cupidons chevauchant un dauphin rappellent ceux ornant le socle de la statue de Pygmalion.
Le cupidon, lui, serait à rapprocher d’un autre tableau de Girodet, Le Sommeil d'Endymion (1791), dans lequel on retrouve ce personnage avec les boucles rousses et le regard espiègle.

## Sens de mythe dans l'œuvre
Dans cette œuvre, le mythe soulève différents thèmes, pour la plupart relatifs à l’artiste et à sa création

### Le mythe de la création
Dans la Grèce antique, la sculpture est l’art qui s’approche le plus de la réalité, puisqu’en trois dimensions. Dans le mythe, en sculptant la statue, Pygmalion devient créateur, et la statue est d’une certaine façon déjà vivante avant même l’intervention de Vénus, son réalisme faisant douter son créateur quant à son côté inanimé.
Le tableau reprend ce thème de l’artiste qui crée et qui en créant, se pose à l’égal des dieux, puisque donnant la vie à une création, souvent indépendamment de la volonté du créateur, ainsi que le montre l’étonnement de Pygmalion dans l’œuvre de Girodet.
Le tableau avait certes été commandité afin de rendre hommage au sculpteur Canova, mais dans le rendu des personnages, c’est Girodet lui-même qui pourrait prendre la place de Pygmalion en tant que créateur, démiurge même, Galatée devenant l’allégorie de la création parfaite, un idéal que cherchait à atteindre Girodet, puisqu’il lui a fallu quand même six ans, et plusieurs essais avant de se décider à compléter le tableau, sans pour autant s’en déclarer totalement satisfait : « Je suis fort occupé encore d’un tableau qui me tient depuis longtemps et que j’ai recommencé plusieurs fois sans succès, ne sachant même pas si je serais plus heureux cette dernière ».

### La subjectivité de l'art
Cela rejoint un autre thème évoqué par le tableau dans cette interprétation du mythe : celui de la subjectivité de l’art. Pygmalion insuffle sa vision de la femme idéale dans sa statue, tout comme Girodet tente de le faire dans son tableau. L’art étant avant tout une vision de l’artiste et cette vision s’inscrivant dans une époque donnée, il n’est donc pas étonnant que Girodet se soit inspiré de statues antiques pour peindre Galatée, plutôt que de statues contemporaines à sa propre époque, cherchant ainsi à parfaitement rendre cet idéal de femme antique.
De plus, de par la présence du cupidon, Girodet pose la question du lien du créateur à sa création. L’artiste est-il toujours lié à son œuvre ? L’œuvre appartient-elle à l’artiste ? Peut-elle prendre vie indépendamment de son créateur ? Cette dernière question est à relier à celle de l’inspiration divine, évoquée par la présence de la lyre. L’interrogation de la source d’inspiration de l’artiste est très présente à l’époque de Girodet, et sa provenance divine expliquerait un développement du tableau parfois indépendant de la volonté de l’artiste. Girodet a également très bien retranscrit, dans les traits de Pygmalion, la fascination de l’artiste pour sa création, qu’Ovide transforme en amour.